# Міжнародна конвенція про контроль над шкідливими протиобростаючими системами на суднах
Міжнародна конвенція про контроль над шкідливими системами проти обростання на суднах (Конвенція AFS) — є Міжнародною морською організацією (IMO), договір був підписаний 2001 року, згідно з яким держави погоджуються заборонити використання шкідливих фарб проти обростання та інших систем проти забруднення, які містять шкідливі речовини. Зокрема, заборонено використання органоолово трибутилолова, оскільки було показано, що вимивання цієї хімікати з корпусів суден викликає деформації устриць і зміну статі у вусика s.
Конвенцію було укладено в Лондоні 5 жовтня 2001 року та набрала чинності 17 вересня 2008 року. Станом на листопад 2018 року її ратифікувала 81 держава, у тому числі 79 держав-членів ООН плюс Острови Кука і Ніуе. Держава, яка ратифікувала Конвенцію, погоджується застосувати заборони Конвенції на всіх суднах, що ходять під її прапором «і» на будь-якому судні, яке заходить до порту, верфі або офшорного терміналу держави. 81 держава, що ратифікувала Конвенцію, становить приблизно 94 відсотки валового тоннажу світового торгового флоту.